# Goran Paskaljević
Goran Paskaljević (22. dubna 1947 Bělehrad – 25. září 2020 Paříž) byl srbský filmový režisér.
Je jedním z generace jugoslávských absolventů pražské FAMU, známé jako Praška filmska škola, jeho školní filmy Pan Hrstka a Několik slov o lásce jsou natočeny v češtině. Školu dokončil v roce 1971, potom pracoval v bělehradské televizi. Prorazil díky dvěma filmům podle scénářů Gordana Mihiće, Strážce pláže v zimním období (cena za nejlepší režii na Filmovém festivalu v Pule) a Pes, který měl rád vlaky, sociálně laděným tragikomediím o postavení mladých lidí v tehdejší Jugoslávii. Filmy Dny života plynou a Zvláštní léčba zkoumají vliv uzavřených institucí na mezilidské vztahy: v prvním případě je to domov důchodců, v druhém protialkoholní léčebna. Následovala nostalgická komedie Klamné léto ’68, v níž se prolínají milostná dobrodružství čerstvého maturanta (včetně vztahu s českou muzikantkou) s atmosférou studentských demonstrací. V období války v Jugoslávii byl Paskaljević jedním z mála srbských intelektuálů, kteří odsoudili politiku Slobodana Miloševiće, a odešel do zahraničí. Po návratu natočil adaptaci divadelní hry Dejana Dukovského Sud prachu, kde prostřednictvím různých historek z nočního Bělehradu dokumentuje, jak za války upadla hodnota lidského života. Film obdržel řadu světových ocenění, především cenu FIPRESCI na Benátském filmovém festivalu.

## Filmografie
- Hlídač pláže v zimním období (1976)[4]
- Pes, který měl rád vlaky (1978)
- Dny života plynou (1979)
- Zvláštní léčba (1980)
- Soumrak (1982),
- Klamné léto ’68 (1984)
- Anděl strážný (1987)
- Čas zázraků (1989)
- Tango Argentino (1992)
- Amerika patří jiným (1995)
- Sud prachu (1998)
- Jak se Harry stal stromem (2001)
- Sen zimní noci (2004)
- Optimisté (2006)
- Líbánky (2009)
- Když se rozednívá (2012)